# Frögöl (Kristdala socken, Småland)
Frögöl är en sjö i Oskarshamns kommun i Småland och ingår i Emåns huvudavrinningsområde.